# Caladenia variegata
Caladenia variegata är en orkidéart som beskrevs av William Colenso.
Caladenia variegata ingår i släktet Caladenia och familjen orkidéer. Inga underarter finns listade i Catalogue of Life.